# Saint Jean Baptiste (Andrea del Sarto)
Pour les articles homonymes, voir Saint Jean-Baptiste (homonymie).
Saint Jean Baptiste (en italien San Giovannino soit le jeune saint Jean), est un tableau peint par Andrea del Sarto vers 1523. Il est conservé à la Galerie Palatine à Florence.
Face au modèle de grandeur convulsée et prébaroque fourni par Giulio Romano, un premier réajustement se produit d’abord chez Andrea del Sarto (1486-1531), par exemple, exprimant dans ses peintures le maniérisme, style de la Renaissance. Loin d'être le mièvre artiste cher a une certaine imagerie romantique, le maitre florentin, quoique sensible à l'inquiétude maniériste, apparaît en sa maturité un classique, aussi robuste que raffiné.

## Postérité
Le tableau fait partie du musée imaginaire de l'historien français Paul Veyne, qui le décrit dans son ouvrage justement intitulé Mon musée imaginaire. Il y voit « peut-être le plus beau nu masculin du Cinquecento ».